# Funtaliden

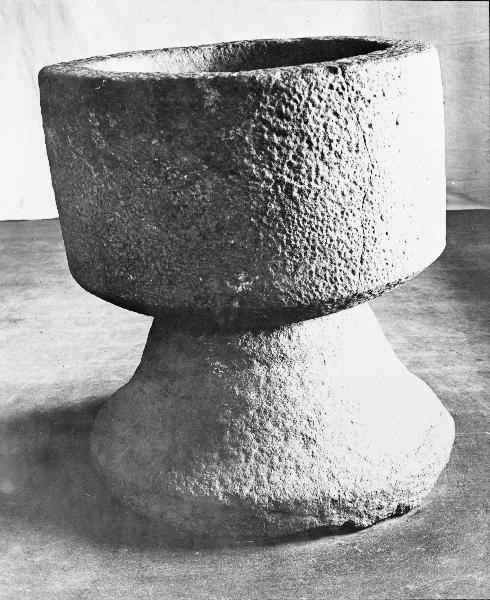
Dopfunten i Karl Gustavs kyrka

Funtaliden har man kallat ett stenbrott i Fagereds socken i Halland mot gränsen till Västergötland. Därifrån kommer flera dopfuntar som nu finns i olika kyrkor i Ätradalen.
Platsen upptäcktes 1908 av Sigfrid Gunnäs vid en studieresa. Han fann där flera ofullbordade ämnen till dopfuntar. Ytterligare en plats i trakten, kallad Funtabacken, några kilometer väster om Nösslinge kyrka har senare blivit bekant genom Bror Janssons forskning.
Dopfuntarna brukar kallas Fageredsfuntar och de är tillverkade av amfibolit eller granit/gnejs utom en från Köinge som är utförd i sandsten. Man anser att tillverkningen bör ha ägt rum under 1200-talet. Vid en arkeologisk undersökning av Funtabacken 2002 kunde man fastställa att stenbearbetning ägt rum på platsen, men man fann inga anläggningar, vilket tyder på att verksamheten var av begränsad omfattning. 

## Fageredsfuntar
- Fagereds kyrka. Funt i två delar av amfibolit.
- Karl Gustavs kyrka. Funt i två delar av amfibolit.
- Källsjö kyrka. Funt i två delar av granit/gnejs med en bas av amfibolit.
- Köinge kyrka. Delar av två medeltida funtar. Två cuppor och en bas.
- Nösslinge kyrka. Funt i tre delar. Cuppa av röd granit/gnejs. Fot av amfibolit.
- Svartrå kyrka. Funt i två delar av amfibolit.
- Ullareds kyrka. Cuppa i granit/gnejs.
- Älvsereds kyrka. Funt i två delar. Cuppa av ljus rödaktig granit/gnejs. Bas av amfibolit.